# Проституция в Того
Проституцията в Того е незаконна, наказанието за което е от 5 до 10 години затвор. През последните години Того се превръща в магнит за западните секс туристи, които се интересуват от детска проституция. Неправителствени организации като УНИЦЕФ се опитват да се борят с детската порнография в страната.